# Włodzimierz Pająkowski
Włodzimierz Pająkowski (ur. 31 lipca 1934 w Koronowie, zm. 25 października 1992) – profesor doktor habilitowany, polski historyk. Specjalizował się głównie w dziejach starożytności, miał jednak opinię polihistora. Organizator i wieloletni kierownik Zakładu Bałkanistyki UAM, w latach 1981–1984 prodziekan Wydziału Historycznego UAM.

## Życiorys
Odbywszy edukację szkolną w Jarocinie, podjął studia wyższe na Uniwersytecie Poznańskim (od 1955 Uniwersytecie im. Adama Mickiewicza), które ukończył w 1957. Następnie zatrudniony jako asystent w Katedrze Historii Starożytnej i Średniowiecznej UAM. Pierwsze kroki naukowe stawiał pod kierunkiem Tadeusza Zawadzkiego. W późniejszym okresie zorganizował w Instytucie Historii UAM Zakład Bałkanistyki (jedyną tego typu jednostkę w Polsce), którym kierował aż do śmierci. Habilitował się w 1977 na podstawie rozprawy Ilirowie – Illirii proprie dicti Ίλλγριοί. Studia nad osadnictwem oraz historią Ilirów i ich sąsiadów w okresie przedrzymskim.
Skupiał się głównie na żyjących na peryferiach świata antycznego ludach ościennych (barbarzyńskich), które w jego opinii odegrały nie mniejszą rolę w dziejach świata śródziemnomorskiego niż Grecy i Rzymianie. Badania rozciągnął w szczególności na Epir, co było działalnością pionierską na skalę Polski, a w znacznej mierze również na skalę światową. W 1970 opublikował nowatorską i pierwszą w Polsce monografię starożytnego Epiru. Od 1970 aktywnie uczestniczył też w ekspedycjach archeologicznych w Novae i badał dzieje Traków. Z tego tytułu jako stypendysta rządu bułgarskiego przebywał kilkukrotnie na badaniach naukowych w Sofii. Odbywał również stypendia naukowe w Jugosławii, rozpoczynając badania nad starożytnym plemieniem Ilirów, co zaowocowało kolejną monografią w 1981. Była to również monografia nowatorska, w której przedstawił tezę, iż Ilirów należy traktować jako samodzielny czynnik sprawczy w dziejach Półwyspu Bałkańskiego oraz jako siłę, która wywierała znaczny wpływ również na państwa greckie oraz imperium rzymskie. Badał również migracje ludnościowe w czasach prahistorycznych Półwyspu Bałkańskiego oraz związki półwyspu w starożytności z innymi częściami świata śródziemnomorskiego.
Zajmował się integracją i koordynowaniem wspólnej pracy specjalistów od historii Bałkanów różnych epok. W latach 1982, 1983, 1985 i 1989 organizował międzynarodowe sympozja bałkanistyczne "Balcanicum", a w ich konsekwencji utworzył i do końca życia redagował specjalistyczne wydawnictwo historyczne "Balcanica Posnaniensia". Zorganizował również i przez wiele lat przewodniczył Komisji Bałkanistyki przy poznańskim oddziale Polskiej Akademii Nauk. Współpracował również z Zakładem Słowianoznawstwa poznańskiego oddziału PAN, zredagował też kilkanaście haseł w Słowniku Starożytności Słowiańskich. Dążył do powstania wielkiej syntezy dziejów Półwyspu Bałkańskiego, dzieła jednak nie zdołał zrealizować. Śmierć wstrzymała również publikację nowej wielkiej monografii o Ilirach w języku angielskim.
Wypromował ponad 60 magistrów i 3 doktorów, kilka dalszych przewodów przerwała śmierć promotora. W latach 1981–1984 był prodziekanem ds. studenckich WH UAM, uchronił wówczas wielu studentów przed relegacją ze względów politycznych. Poza UAM prowadził również wykłady z zakresu kultury antycznej na innych poznańskich uczelniach: Akademii Muzycznej oraz Państwowej Wyższej Szkole Sztuk Plastycznych. W 1991 roku został wybrany członkiem honorowym w Centrum najnowszych badań historii, filozofii i problemów społecznych w Clermont-Ferrand. Organizował również powstanie jednostek starożytniczych w młodych ośrodkach akademickich w Zielonej Górze i Szczecinie, - w tym drugim (Uniwersytet Szczeciński) objął stanowisko profesora.

## Publikacje
- Gmina wiejska w Ligurii (1959)
- Bylliones (1967)
- Die Hegemonie der Chaoner und ihre Grundlagen (1969)
- Bryges. Ze studiów nad geografią plemienną Ilirii (1970)
- Starożytny Epir i jego mieszkańcy (1970)
- Die Ardiäer - ihre Wohnsitze und ihre historische Rolle (1975)
- Lokalizacje iliryjskiego ludu Dassaretów (1975)
- Ardiajowie i Ilirowie  (1976)
- Ilirowie. Siedziby i historia. Próba rekonstrukcji (1981)
- Ceramika budowlana z odciskiem stempla (1981).
- Geneza monarchii Ajakidów. (1981)
- Bizancjum - Bałkany - Słowiańszczyzna i Polska  (1989)
- Cykl wykładów w Almanach centrum najnowszych badań historii, filozofii i problemów społecznych w Clermont-Ferrand (1989, 1991)